# أبو السعادات الفاكهي
أبو السعادات محمّد بن أحمد بن علي الفاكِهي المكّي (1517 - 30 مايو 1584) (923 - 21 جمادى الأولى 992) فقيه وكاتب وشاعر حجازي من أهل القرن العاشر الهجري/ السادس عشر الميلادي. ولد في مكة ونشأ بها. تلقى علومًا كثيرةً على شيوخ كثار في بلادٍ كثيرة، إذن كان يرحل كثيرًا فوصل في رحلاته إلى الهند. استقر فيها من 1553 إلى وفاته. له عدة مؤلفات وأشعار متفرقة.

## سيرته
هو أبو السعادات محمد بن أحمد بن علي الفاكهي المكّي. ولد في مكة سنة 923 هـ/ 1517م ونشأ بها. تلقى علومًا كثيرةً على شيوخ كثار في بلادٍ كثيرة، إذن كان يرحل كثيرًا. منهم أبو الحسن البكري (ت 952 هـ) ومحمد بن محمد الحطاب (ت 954 هـ) وابن حجر الهيتمي. 

وصل أبو السعادات الفاكهي في رحلاته إلى الهند. ثم إنّه حجّ وزار المدينة ثم عاد إلى مكة واستقر فيها سنة 957 هـ/ 1550م. وفي العام التالي حجّ ثانيةً ثم رجع إلى الهند فوصل إليها سنة 960 هـ/ 1553 م فاستقرّ فيها إلى وفاته في 21 جمادى الأولى 992/ 30 مايو 1584.

## مهنته
وصف أبو السعادات بأنه كان كريمًا محسنًا ومتواضِعًا، «ولكن كانت تَغلِبُ عليه الحِدّةُ». وكان بارعًا في عدد من العلوم : في قراءات القرآن والحديث والفقه المذاهب الأربعة، والنحو والتاريخ والبلاغة. وقد صنّف عددًا من الكتب. وكذلك كان شاعرًا مُكثِرًا ومُطيلًا، ولكّن في شعره ضعفًا كثيرًا من حيث اللغة ومن حيث النظم أيضًا. ويبدو أن أكثر شعرهِ في الرِّثا.

من شعره في مؤلفات الإمام النووي:
وله في الأربعون النووية:
وله في صحيح البخاري ومسلم:
ومن شعره:

## مؤلفاته
- «رسالةً في آيةِ الكُرسي»
- «نور الإبصار شرح مختصر الأنوار»، في الفقه الشافعي
- «رسالة في اللغة»